# Ferruccio Polacco
Ferruccio Polacco (Ferrara, 14 de agosto de 1917 - Buenos Aires, 2 de octubre de 2012) es un escultor italiano-argentino cofundador de la Asociación Argentina de Artistas Escultores.

## Trayectoria
Polacco ha realizado exposiciones en la Municipalidad de Buenos Aires, en los Museos Sívori, de Arte Moderno y Museo Nacional de Bellas Artes (Argentina)., en las galerías Van Riel, Art Gallery y Rubbers. Fuera de la Argentina expuso en los centros Dante y Santo Angelo de Italia y en el centro Saint Patrick de Canadá. Existen obras suyas expuestas permanentemente en la ciudad de Resistencia, Chaco, en el Museo Nacional de la Escultura Luis Perlotti, en el Museo de Arte Contemporáneo Raúl Lozza y en la Fundación Favaloro (ICyCC-“Esfera de expansión vertical”) en la ciudad de Buenos Aires, en la Plaza Francia de Trenque Lauquen ("Fragmentos y esfera"), etc.
Polacco se graduó en Ciencias Políticas en la Universidad de Padua antes de migrar y radicarse en la Argentina. 